# Paluel
Paluel település Franciaországban, Seine-Maritime megyében. Lakosainak száma 385 fő (2022. január 1.). Paluel Canouville, Malleville-les-Grès, Saint-Riquier-ès-Plains, Saint-Sylvain, Veulettes-sur-Mer és Vittefleur községekkel határos.

## Népesség
A település népességének változása:
| Lakosok száma | 455  | 449  | 452  | 432  | 420  | 407  | 401  | 395  | 385  |
|               | 2013 | 2015 | 2016 | 2017 | 2018 | 2019 | 2020 | 2021 | 2022 |